# Krynica-Zdrój (gemeente)
Krynica-Zdrój is een stad- en landgemeente in de Poolse woiwodschap Klein-Polen, in powiat Nowosądecki. De zetel van de gemeente is in Krynica-Zdrój.
De gemeente grenst aan Grybów, Łabowa, Muszyna, gminą Uście Gorlickie en aan Slowakije.

## Demografie
De gemeente heeft 16.877 inwoners (30 juni 2004), waarvan: 8.800 vrouwen en 8.077 mannen. Het gemiddelde inkomen per inwoner bedraagt 1.695,16 zl (stand op 2002).

## Administratieve plaatsen (sołectwo)
Berest, Czyrna, Mochnaczka Niżna, Mochnaczka Wyżna, Muszynka, Piorunka, Polany, Tylicz en miasto Krynica-Zdrój.